# Friuli Latisana Verduzzo friulano frizzante
Il Friuli Latisana Verduzzo friulano frizzante è un vino DOC la cui produzione è consentita nella provincia di Udine.

## Caratteristiche organolettiche
- colore: giallo dorato.
- odore: caratteristico, vinoso.
- sapore: lievemente tannico, pieno, delicato.

## Produzione
Provincia, stagione, volume in ettolitri
- nessun dato disponibile